# Dracula (orquídea)
Dracula (em português: Drácula) é um género botânico pertencente à família das orquídeas, ou Orchidaceae.

## Etimologia
O estranho nome deste gênero deriva da palavra romena “Dracul”, que tem sua origem no latim: Draco, nis, e este do grego: δράκων, οντος (drákon, drakontos) que significa "Dragão"; assim “Drácula” seria o diminutivo "Dragãozinho", ou "Filho do Dragão", numa referência à personagem histórica Vlad III, que deu origem à lenda do Conde Drácula, cujos dentes caninos são comparados às antenas das sépalas deste gênero. Muitas das Draculæ têm nomes bem humorados, que referem-se a animais, monstros mitológicos, ou de histórias de terror tais como, chimæra, circe, chiroptera, diabola, lemurella, gorgona, marsupialis, nosferatu, polyphemus, simia, vampira e vlad-tepes.

## Descrição
Existem cerca de 122 espécies, desde plantas com flores miniaturas até flores que medem cerca de vinte centímetros de diâmetro. Mais de 90% das Dracula são originárias das montanhas do lado oeste do Andes no centro e sul da Colômbia e norte do Equador, mas algumas ocorrem também em outras áreas desses países, três espécies recentemente descobertas no Peru, uma conhecida do México, e também nove ou dez nos outros países da América Central. São plantas epífitas que preferem as áreas nebulosas das montanhas onde raramente estão expostas a luz solar direta e a umidade é elevadíssima. Como um todo, as Dracula apresentam altíssimo grau de endemismo, diversas espécies conhecidas de uma única ou poucas coletas, depois propagadas artificialmente.
O gênero foi proposto por Carlyle August Luer em 1978 para as espécies antes classificadas como Masdevallia cujas sépalas terminam em um apêndice alongado parecido com uma cauda, além de outras pequenas diferenças na estrutura floral. Quando Luer estabeleceu o gênero Dracula apenas 28 espécies estavam descritas, quase todas por Heinrich Gustav Reichenbach. Em dezembro de 1993, Luer publicou uma ampla revisão do gênero onde constavam mais 78 espécies por ele descritas a partir de 1978. Após 1993, outras 18 espécies foram descobertas. Além das 23 espécies descritas no passado, apenas quatro espécies de Dracula não foram originalmente descritas por Luer. 
Por ser um gênero proposto há poucos anos, cuja maioria das espécies foi descrita recentemente, poucas são as espécies que têm sinônimos, e quase todos os existentes são os nomes de sua descrição original. Dos sinônimos restantes, muitos são de espécies que Luer inicialmente aceitou como boas mas no período entre suas duas publicações, de 1978 e de 1993, teve a oportunidade de estudar melhor, concluindo que pela variabilidade de muitas espécies, é impossível separá-las.
Geralmente são plantas que precisam de umidade constante nas raízes, temperatura sempre inferior a 25 graus e baixa luminosidade, assim seu cultivo é mais indicado para locais frios. São plantas que crescem muito bem e com facilidade formando grandes touceiras quando as citadas condições são atendidas. Por outro lado são muito delicadas e de maneira nenhuma toleram seca e calor, uma semana de calor ou seca são capazes de acabar com uma enorme planta cultivada adequadamente por muitos anos. Um dia de calor excessivo faz também que todos os botões e flores murchem imediatamente.
Muitas espécies apresentam inflorescências pendentes. Não devem ser plantadas em vaso, uma vez que a inflorescência frequentemente atravessa o substrato e sai pelos furos inferiores do vasos aparecendo por baixo da planta. Quando o vaso tem poucos furos inferiores, a planta raramente encontra essas saídas e a floração aborta. Assim a preferência deve ser por caixinhas de ripas de madeira ou cestinhos de plástico inteiramente perfurados facilitando a saída da inflorescência.